# Srigala Item
Srigala Item (letteralmente, in italiano, Lupo nero) è un film d'azione del 1941 realizzato nelle Indie orientali olandesi. Prodotto da The Teng Chun per l'Action Film e diretto e sceneggiato da Tan Tjoei Hock, è in bianco e nero ed interpretato da Hadidjah, Mohamad Mochtar e Tan Tjeng Bok. La storia, ispirata al personaggio di Zorro, è incentrata su un giovane che diventa un vigilante mascherato per vendicarsi del suo connivente zio.
La pellicola venne ben accolta dalla critica e fu un successo commerciale, che lo storico del cinema Misbach Yusa Biran attribuisce all'utilizzo della trama per l'escapismo. Una copia con musica kroncong è conservata alla Sinematek Indonesia.

## Trama
Utilizzando la violenza, Djoekri (Tan Tjeng Bok) controlla la ricchezza della piantagione di Soemberwaras di suo fratello Mardjoeki (Bissoe). Improvvisamente quest'ultimo scompare, lasciando il figlio adulto Mochtar (Mohamad Mochtar). Nella piantagione, egli viene trattato alla stregua di un servo e spesso picchiato da Djoekri e dal suo braccio destro, Hasan. Il figlio dello zio, Joesoef (Mohamad Sani), conduce al contrario una vita all'insegna dell'abbondanza.
Presto le attività di Djoekri vengono prese di mira da un uomo mascherato noto come "Lupo nero" ("Srigala Item"), che sventa anche i tentativi di Joesoef di corteggiare Soehaemi (Hadidjah), che Mochtar ama. Djoekri si stanca dell'interferenza di questa misteriosa figura e lo affronta in una battaglia. Sebbene quasi vinca, alla fine viene sconfitto. Successivamente si scopre che Mardjoeki era vivo e che Mochtar era il Lupo nero.